# Tarqiup Inua

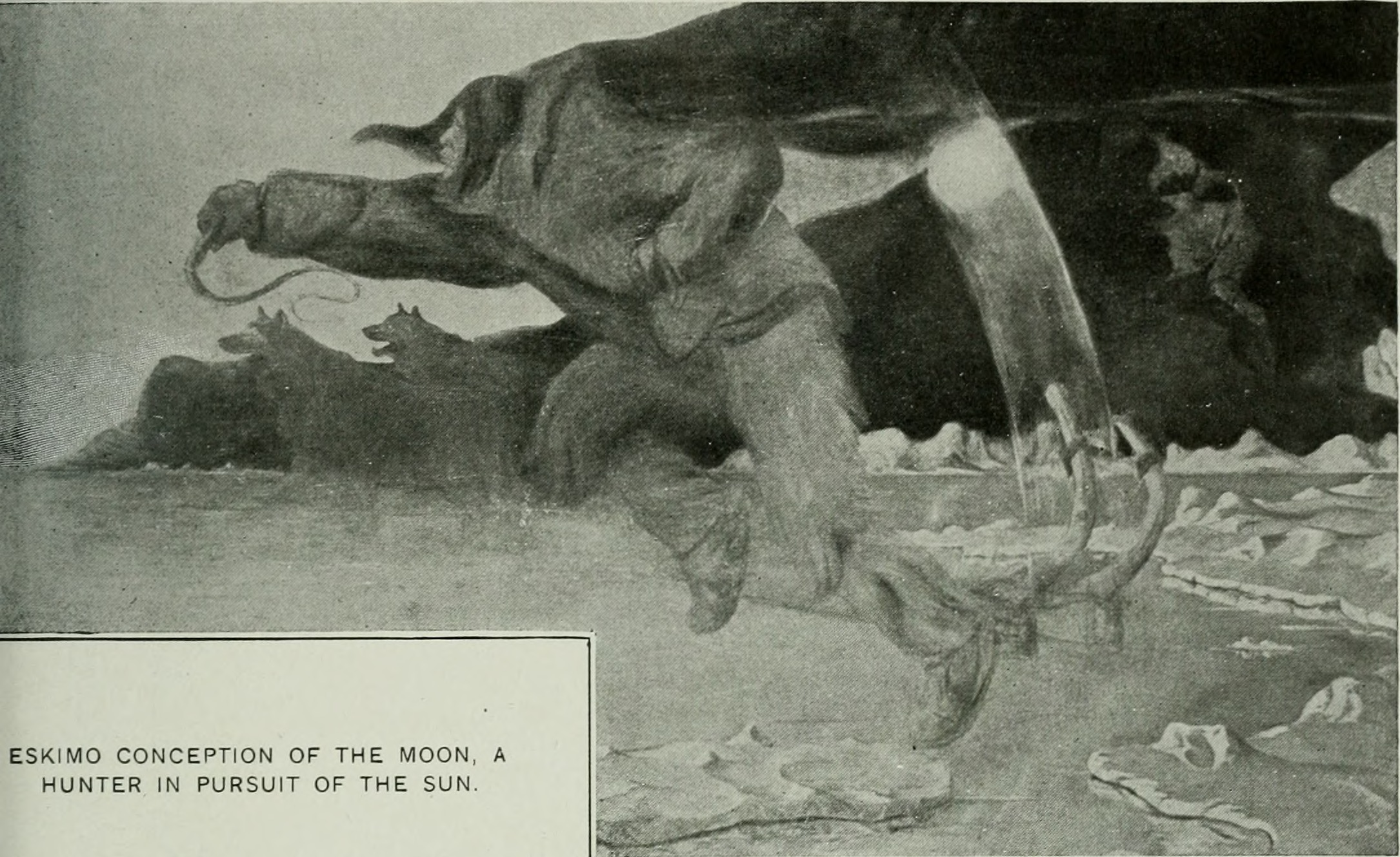
La Lune dans la mythologie inuite. The American Museum journal (c1900-1918)

Dans la mythologie inuite, Tarqiup Inua (« l'Homme-Lune »), parfois Aningap Inua ou simplement Tarqiq, est l'esprit de la Lune. 
Le nom tire son étymologie de tarqeq ou aningat, « Lune », et de inua (ᐃᓄᐊ, pluriel inuat ᐃᓄᐊᑦ, littéralement « propriétaire » ou « maître »).
Avec Hila ou Silap et Sedna (parfois Takánakapsâluk ou Nuliajuk, la Mère des animaux marins), il est l'un des trois esprits qui gouvernent les trois éléments qui composent l'univers : nuna, la terre, sila, l'air et tariuq, la mer. C'est par son entremise que les diverses influences de la Lune s'exercent. Son pouvoir est plus puissant que celui du soleil.

## Attributs
C'est une divinité mâle, à l'apparence humaine. 
Dans l'ensemble de la région, il est le frère de Seqineq (ou Siqiniq), l'esprit féminin du Soleil, qu'il a violée. Ce viol originel est la cause de l’errance des deux divinités dans le ciel. Pour les eskimos de la zone arctique, Tarqiup Inua, sa femme Akoq (ou Aqong) et Seqineq vivent dans deux pièces d’une même maison, qui n'a qu'une seule porte. Au Groenland, il possède un traineau couvert de peaux de phoques, et un attelage de chiens tachetés qui lui permettent de gagner la Terre. Sa sympathique cousine, Irdlirvirisissong ou « l'Éventreuse », éviscère les rieurs et jettent leurs entrailles aux chiens.
On dit qu'il commande à tous les animaux : les shamans de la région du détroit de Béring partent à sa rencontre lors de leurs transes quand une espèce animale se raréfie ; prudents, ils ne s’y aventurent qu’en binôme et calment la colère initiale de Tarqiup Inua en lui donnant le nom de l’animal en voie de disparition, afin que dans les mois qui suivent celui-ci prospère à nouveau. Chez les Iglulik (qui le connaissent sous le nom de Tdi-huh), les autochtones de la baie Cumberland et sur la côte occidentale de la baie d'Hudson, c'est un esprit bienveillant, qui a une influence sur le succès des chasseurs. En revanche sur la côte orientale du Groenland on en fait un personnage dangereux, avide des âmes des pécheurs, que l'on peut entrevoir les nuits de nouvelle lune, chassant sur son kayak la baleine blanche, le narval ou l'ours.
Pour les habitants de la région du détroit de Béring, il est responsable de la plupart des épidémies — dont une éclipse de lune constitue un présage : pour tenter de se prémunir, les femmes de la basse vallée du Yukon retournent à l’envers tous leurs pots, seaux, récipients et vaisselles quand survient une éclipse.
L'offrande d'eau ou de neige pour apaiser le courroux de Tarqiuq Inua ou s'attirer ses bienfaits est commune à l'ensemble de l'aire eskimo : dans l'ancienne région de Mackenzie les Kittegaryumiut renversent une coupe pleine d'eau au moment de la pleine lune ; au Groenland on fait fondre de la neige pour faire cesser une éclipse. 
Sur l'île de Baffin, il est réputé protéger les orphelins 
Il préside aussi à la fertilité des femmes, est la cause de leurs règles (provoquées par le chatoiement de la lumière lunaire sur la femme endormie) et de leurs grossesses (qui boit l'eau où se reflète la pleine lune tombe enceinte, tout au moins en Groenland occidental. Sur la cote est de l'île, une femme infertile prie le guérisseur de voler jusqu'à la Lune, puis le laisse coucher avec elle).
Sur la petite île Diomède, l'esprit de la lune nommé Tah'huk est une sorte de dieu de la guerre, de rang important dans le panthéon local. On l'invoque en lançant des œufs en l'air avant de partir au combat ; au retour du raid on lui offre un morceau de chaque pièce de butin.

## Honneurs
Tarqeq, un des satellites naturels de Saturne, est nommé d'après cet esprit.